# Mogens Lüchow
Mogens Lüchow (ur. 13 maja 1918 w Kopenhadze, zm. 20 marca 1989 tamże) – duński szpadzista, złoty medalista mistrzostw świata.
Podczas mistrzostw świata w Monte Carlo w 1950 roku wywalczył indywidualnie złoty medal. W zawodach tych wyprzedził na podium Szweda Carla Forssella i Włocha Dario Mangiarottiego. Był to jego jedyny medal zdobyty w zawodach tego cyklu.
Na igrzyskach olimpijskich w Londynie w 1948 roku zajął czwarte miejsce w turnieju drużynowym, a w zawodach indywidualnych dotarł do w ćwierćfinałów. Na rozgrywanych cztery lata później igrzyskach olimpijskich w Helsinkach indywidualnie był dziesiąty. W rundzie finałowej przegrał siedem z dziewięciu pojedynków. W szpadzie drużynowej Duńczycy zajęli tym razem piąte miejsce. 